# 工業行動
工业行动（欧洲、印度）或工作行动（加拿大）统指由工会或其他有组织的工人，以减少工作场所的生产率为目的采取的任何措施。通常它被用于作为罢工或大规模罢工的委婉语，但范围更广。工业行动可能发生在劳动争议的背景下，或可能意味着实现政治或社会变革。 具体工业行动可以包括以下一个或多个：
- 罢工
- 占领工厂
- 按章工作
- 总罢工（大罢工）
- 怠工
- 加班禁令
- 蓝色流感